# Lithodes santolla
La centolla patagónica (Lithodes santolla), también llamada centolla magallánica, centolla austral, centolla argentina y centolla chilena, es un crustáceo que habita el lecho marino de las frías aguas del sur de América del Sur.

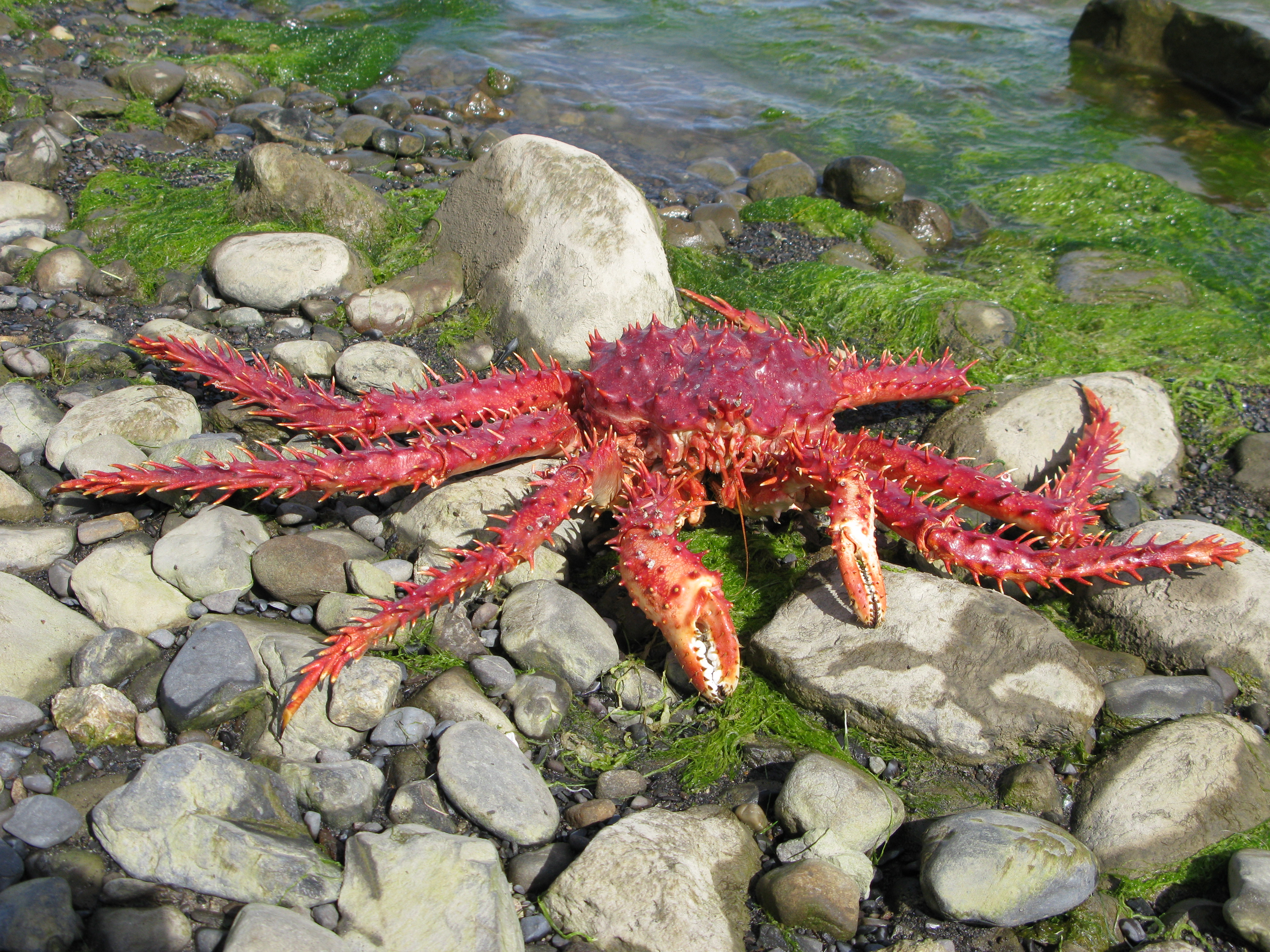
Un ejemplar de la especie.

## Distribución

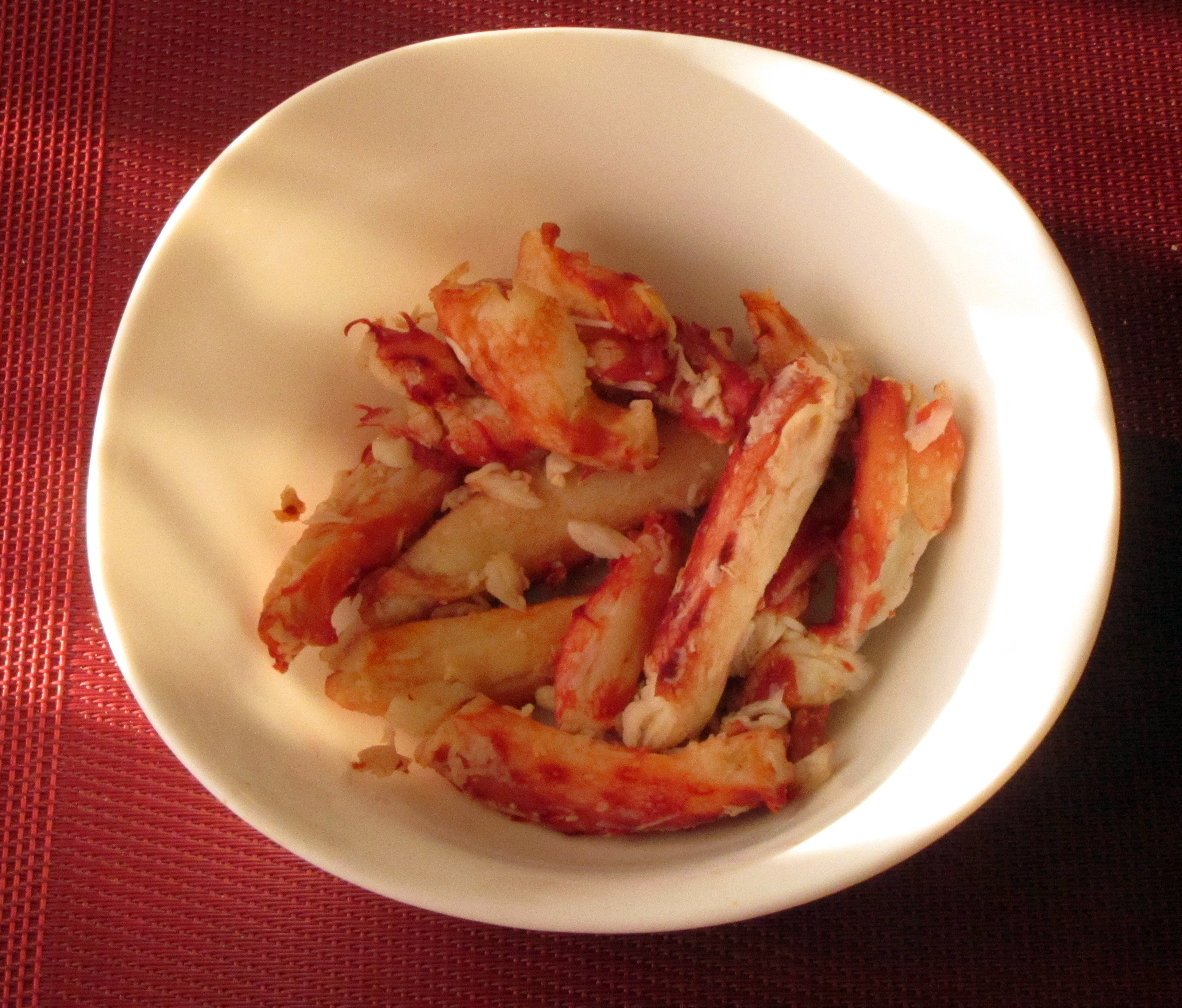
Plato con trozos de carne de sus patas.

Habita en las aguas costeras del sudeste del océano Pacífico, en las aguas de Chile en especial desde Valdivia hasta el cabo de Hornos, así como también en el sur de la Argentina.

## Hábitat
Vive en la zona bentónica, generalmente en profundidades de hasta 150 m, pero se la ha encontrado ocasionalmente hasta los 600 m de profundidad.

## Aprovechamiento comercial
La captura de este animal para consumo humano constituye una actividad lucrativa para las localidades del archipiélago de Tierra del Fuego.
Esto condujo a un incidente en agosto de 1967 cuando a la goleta argentina Cruz del Sur, mientras pescaba a 400 m de la isla Gable (hoy bajo soberanía de la Argentina), le fue ordenado alejarse por personal de la patrullera chilena Marinero Fuentealba. Este evento, junto a varios otros, llevó a tensar el conflicto del Beagle en la década de 1970.